# 陶大鏞
陶大鏞（1918年3月—2010年4月18日），男，上海人，中國經濟學家、教育家。政協常委、人大常委、中国民主同盟中央委员会副主席。專注經濟史和經濟思想史研究，

## 生平
1918年3月，生於上海。父親是商務印書館的排字工。1937年，考入國立中央大學經濟系，後隨校前往重慶。他在中大時開始接觸馬克思主義政治經濟學，於1939年加入了中大的抗日救亡工作團，任團長，還發起了中蘇問題研究會，邀請周恩來、鄒韜奮等人到校演講。1940年，畢業於考取了南開經濟研究所研究生，不久輟學到香港。1941年12月，香港淪陷後於1942年初到中山大學任教，後轉至廣西大學、交通大學、四川大學任教。1946年，到英國曼徹斯特大學和倫敦大學做訪問教授。1947年，加入中國民主同盟。1949年春，返回香港，後應南漢宸之邀到東北在轉到北京。1957年39岁的陶大镛与曾昭掄、吴景超、费孝通、钱伟长、黄药眠一同捲入六教授事件而被划为「右派」，開始职务、上讲台和发表著作资格全被剥夺。此後整整22年中更受尽打击，文革中康生还亲临北师大搞鬥爭，其中就有点名到批判陶大镛，把他关入牛棚，施以强迫劳动，羞辱他还写下了上百万字的貶低的书稿。1979年陶大镛得到平反后，立即筹建東南大學政治經濟相關專業的恢復，1980年中国世界经济学会成立时，他被推为副会长，1981年成为首批博士生导师，他还是全国政协第五届委员、第六届常委和全国人大第六、七届常委兼财经委员会副主席、北京市第九届人大副主任、民盟北京市委主委、《群众》杂志编委会主委、国务院学位委员会学科评议组成员，港澳经济研究中心顾问等要職。2010年4月18日逝世。。

## 著作
- . 中华书局. 1948.08.
- . 世界知识出版社. 1949-05.
- . 生活·读书·新知上海联合发行. 1949.06.
- . 中华书局. 1950.09.
- . 十月出版社. 1951.10.
- . 中国青年出版社. 1954.03.
- . 上海人民出版社. 1954.05.
- . 中南人民出版社. 1954.06.
- . 中国青年出版社. 1955.01.
- . 世界知识出版社. 1955.03.
- . 上海人民出版社. 1955.09.
- . 中国青年出版社. 1956.08.
- . 湖南人民出版社. 1981.09.
- . 1982.
- . 中国青年出版社. 1985.06.
- . 湖南人民出版社. 1985.08.

## 腳註
1. ↑  .   [2024-01-04]. （原始内容存档于2024-01-04）.

## 外部鏈接
.   [2016-05-18]. （原始内容存档于2010-04-29）.
北師大紀念 （页面存档备份，存于）